# Bradavičník jávský
Bradavičník jávský (Acrochordus javanicus) je největší zástupce čeledi bradavičníkovitých. Je to vodní had, který jen zřídka leze na souš.

## Popis
Bradavičník jávský dorůstá délky až 250 centimetrů. Má drobné šupiny, které se nepřekrývají a jsou poměrně drsné. Jejich kůže je volná, což v kombinaci s drsnými šupinami pomáhá při lovu ryb, jimiž se bradavičník živí. Had dosahuje hmotnosti 3 až 10 kilogramů. Jeho zbarvení je různorodé, od odstínů hnědé až po béžové s nepravidelnými skvrnami. Břicho má světlejší. Má poměrně krátkou hlavu a nevýrazný krk. Oči jsou umístěné spíše nahoře, aby mohl být ponořený a vidět nad hladinu. Čelisti nejsou srostlé, mezičelist však není ozubená. Dolní čelist je pevná.

## Rozšíření
Tito hadi se vyskytují v jižní Indii, Číně, Indonésii (ostrovy Sumatra, Jáva a Borneo), Vietnamu, Kambodži, Myanmaru, Thajsku, Malajsii, Singapuru až po Šalomounovy ostrovy. Obývají ústí řek a brakické vody, občas se objeví i v moři. Sladké vodě se nevyhýbají a pronikají i proti proudu řek a potoků a žijí i v několika jezerech v oblasti.

## Způsob života
Bradavičník jávský je skutečně vodní had, který na břeh vylézá jen zřídka. Pokud už tak učiní, pohybuje se kvůli volné kůži velmi pomalu a nemotorně. Samice rodí živá mláďata, která žijí částečně i na souši. Jejich počet může dosáhnout až 50 kusů, většinou však jen 30. Navíc se páří jen jednou za 3 až 8 let, což způsobuje, že se tito hadi stávají stále ohroženějšími. Jejich stravu tvoří především ryby (v menší míře obojživelníci), proto mají dlouhé a ostré zuby, které dokáží způsobit nepříjemné zranění, ač nejsou jedovatí. Navíc to jsou poměrně agresivní a silní hadi. Loví tak, že si rybu uchopí ve smyčkách svého těla, přidržují si jí s pomocí ostrých šupin a volné kůže a následně ji spolknou. Kořist nedusí, jako to dělají škrtiči, ale znehybňují. Při lovu se ocasem přidržují vodního rostlinstva a splývají s proudem vody. Podobným způsobem i odpočívají. Pod vodou vydrží až 40 minut na jedno nadechnutí, na které jim stačí pouhých 10 až 20 sekund. Aktivní jsou hlavně v noci. V zajetí se rozmnožují velice zřídka.